# 2020 في المغرب
تحتوي هذه المقالة على أهم الأحداث التي شهدها المغرب في 2020، إضافة إلى أهم الشخصيات المغربية المولودة والمتوفية في هذه السنة.

## الحكم
- الملك: محمد السادس
- رئيس الحكومة: سعد الدين العثماني
- وزير الداخلية: عبد الوافي لفتيت

### تعيين في المنصب
- 9 يناير - استقبل ينس ستولتنبرغ، الأمين العام لحلف شمال الأطلسي (الناتو)، أحمد رحو، سفير المغرب لدى الاتحاد الأوروبي، وسلمه أوراق اعتماده لدى الحلف الأطلسي.

## الأحـداث
- 3 يناير - أدانت المحكمة الابتدائية بالعيون تلميذا يسمى “حمزة أسباعر”، بأربع سنوات سجنا نافذا بسبب أغنية “راب” نشرها على يوتيوب.[1]
- 15 يناير - أشرف أوليفييه ندوهونغيري، كاتب الدولة (وزير دولة) الرواندي للشؤون الخارجية، وناصر بوريطة، وزير الشؤون الخارجية على تدشين سفارة رواندا بالمغرب.[2]
- 2 مارس - أعلن المغرب عن تفشي فيروس كورونا 2020 في المغرب.
- 12 مارس - المغرب تعليق الرحلات الجوية والنقل البحري من إسبانيا وإليها بالتشاور مع السلطات الاسبانية.
- المغرب يعلّق الرحلات الجوية والبحرية من وإلى فرنسا بسبب تفشي فيروس كورونا.
- 13 مارس - دخل القانون رقم 31.13 المتعلق بالحق في الحصول على المعلومات حيز التنفيذ بشكل كلي.[3]
- 20 مارس - إعلان حالة الطوارئ الصحية في المغرب بسبب فيروس كورونا.[4]
- 20 يوليوز - غادر الصحافي المغربي حميد المهداوي أسوار السجن بمدينة تيفلت، بعد قضائه ثلاث سنوات وراء القضبان.[5]

## رياضة
- صعود فريق المغرب الفاسي إلى القسم الأول من البطولة المغربية برو بعد أربع سنوات عجاف في القسم الوطني الثاني

## كـتب
- كتاب: «المداخل الأربعة لتنزيل التربية الدامجة بالمغرب» / للكاتب: سعيد أهمان.
- كتاب: «سيكولوجيا الإنسان الأمي»، (دراسة للاتجاهات النفسية الاجتماعية نحو الذات والآخر بالمغرب). / للكاتب: رشيد الكنوني.[6]
- رواية: «إنجيل الأمازيغ» / للكاتب: عبد الله لحسايني.[7]
- رواية: «الواهمة» / للكاتبة: يسرا طارق.[8]
- كتاب: «أحداث 3 مارس 1973 بوح الذّاكرة وإشهاد الوثيقة» / المؤلف: امبارك بودرقة.[9]
- كتاب: «أحلام غير منتهية الصلاحية..في وصف حالنا»، للكاتب والإعلامي عبد العزيز كوكاس.[10]
- رواية «مرابع السلوان»، للكاتب عبد القادر الشاوي.[11]
- كتاب «مغربي في فلسطين: أشواق الرحلة المغربية»، للكاتب أحمد المديني.[12]

## أفلام
- 30 مليون (فيلم) / للمخرج: ربيع شجيد.

## مسلسلات
- زهر البتول (مسلسل) / المخرج: هشام الجباري.[13]
- السر المدفون (مسلسل)

## جـوائز
- حصلت الباحثة المغربية فرح الحسني (وهي أستاذة بالجامعة الأورو-متوسطية بفاس)، على جائزة أفضل عرض شفوي خلال المؤتمر الدولي الرابع حول “معالجة النفايات السائلة والحفاظ على البيئة” TELPE-2019، الذي نظم مؤخرا بمدينة الحمامات التونسية.[14]
- تُوِّجت ثانوية الأمل الإعدادية بجماعة سيدي بوبكر (إقليم الرحامنة)، بـ«جائزة زايد للاستدامة» برسم سنة 2020، في صنف المدارس الثانوية العالمية، بمنطقة الشرق الأوسط وشمال إفريقيا. وفازت المؤسسة التعليمية المذكورة، التي مثلها في هذه المسابقة عن التلاميذ، التلميذة فاطمة الزهراء حمادي، عقب مشاركتها بمشروع من شأنه أن يسهم في تجاوز الإكراهات والصعوبات التي تعاني منها وعلى غرارها باقي المؤسسات في العالم القروي، خصوصا ندرة المياه.[15]
- تصدر فيلم امباركة لمخرجه محمد زين الدين قائمة أفضل الأفلام المغربية التي تم عرضها بالقاعات السينمائية لعام 2019. وحصل فيلم «امباركة» على أكبر عدد من الاختيارات، في الاستفتاء الرقمي الذي أطلقته منصة «فنون المغرب»، حيث صوت لصالحه 14 صحافيا وناقدا من بين المشاركين في هذا التصويت، ووضعه خمسة منهم في المرتبة الأولى من ضمن اختياراتهم الثلاث، ليتصدر بذلك قائمة الأفلام المرشحة بما مجموعه 28 نقطة.[16]
- 7 فبراير - توجت المغربية ابتسام ماريغي، بالميدالية الذهبية للبطولة العربية لرماية أسلحة الخرطوش، التي احتضنها نادي الفلين للرماية والترفيه العرجات بسلا.[17]
- فاز 3 مغاربة بجائزة “كتارا” للرواية العربية الدورة السادسة. وهم:[18]
  - فاز المفكر والناقد مصطفى النحال عن دراسته النقدية: “تمثيل الواقع في السرد الروائي: دراسة نظرية ونصية”.
  - فاز الناقد عبد المالك أشهبون عن بحثه: “صورة “الأنا” و”الآخر” في مرايا روايات الهجرة”
  - وتُوج بالجائزة في فئة الروايات العربية غير المنشورة الأديب والروائي سعيد العلام عن روايته: “عذراء غرناطة: حب بين مدينتين”.

### جائزة المغرب للكتاب 2020
- - جائزة الشعر: محمد عنيبة الحمري عن ديوانه “ترتوي بنجيع القصيد”.
  - جائزة السرد: شعيب حليفي عن روايته “لا تنس ما تقول”.
  - جائزة العلوم الإنسانية: المصطفى بوعزيز عن كتابه “الوطنيون المغاربة في القرن العشرين 1873-1999” (في جزأين).
  - جائزة العلوم الاجتماعية: الحبيب استاتي زين الدين عن كتابه “الحركات الاحتجاجية في المغرب ودينامية التغيير ضمن الاستمرارية”.
  - جائزة الدراسات الأدبية والفنية واللغوية: عبد الرحمن التمارة عن كتابه ” الممكن والمتخيل: المرجعية السياسية في الرواية”.
  - جائزة الترجمة: فاز بها مناصفة كل من السيدين حسن أميلي وعبد الرزاق العسري عن ترجمتهما لكتاب “الرباط وجهتها” من تأليف البعثة العلمية الفرنسية. والسيد عبد الرحيم حزل عن ترجمته لكتاب “تاريخ الدار البيضاء من النشأة إلى 1914” لكاتبه اندريه ادم.
  - جائزة الدراسات في مجال الثقافة الأمازيغية: رشيد لعبدلوي عن كتابه “في اللسانيات الأمازيغية: السمات وبناء الجملة”.
  - جائزة الإبداع الأدبي الأمازيغي: عبد الله المناني عن كتابه “كرا ن أيمولا زك أومارك نم” ” بعض من الضلال من أشواقك”.
  - جائزة الكتاب الموجه للطفل والشباب: عبد الله درقاوي عن قصة “وتستمر الحياة”.

### جائزة الأركانة العالمية 2020
- فاز محمد الأشعري بجائزة الأركانة العالمية وذلك عن إبداعه الشعري.[19]

## وفـيات

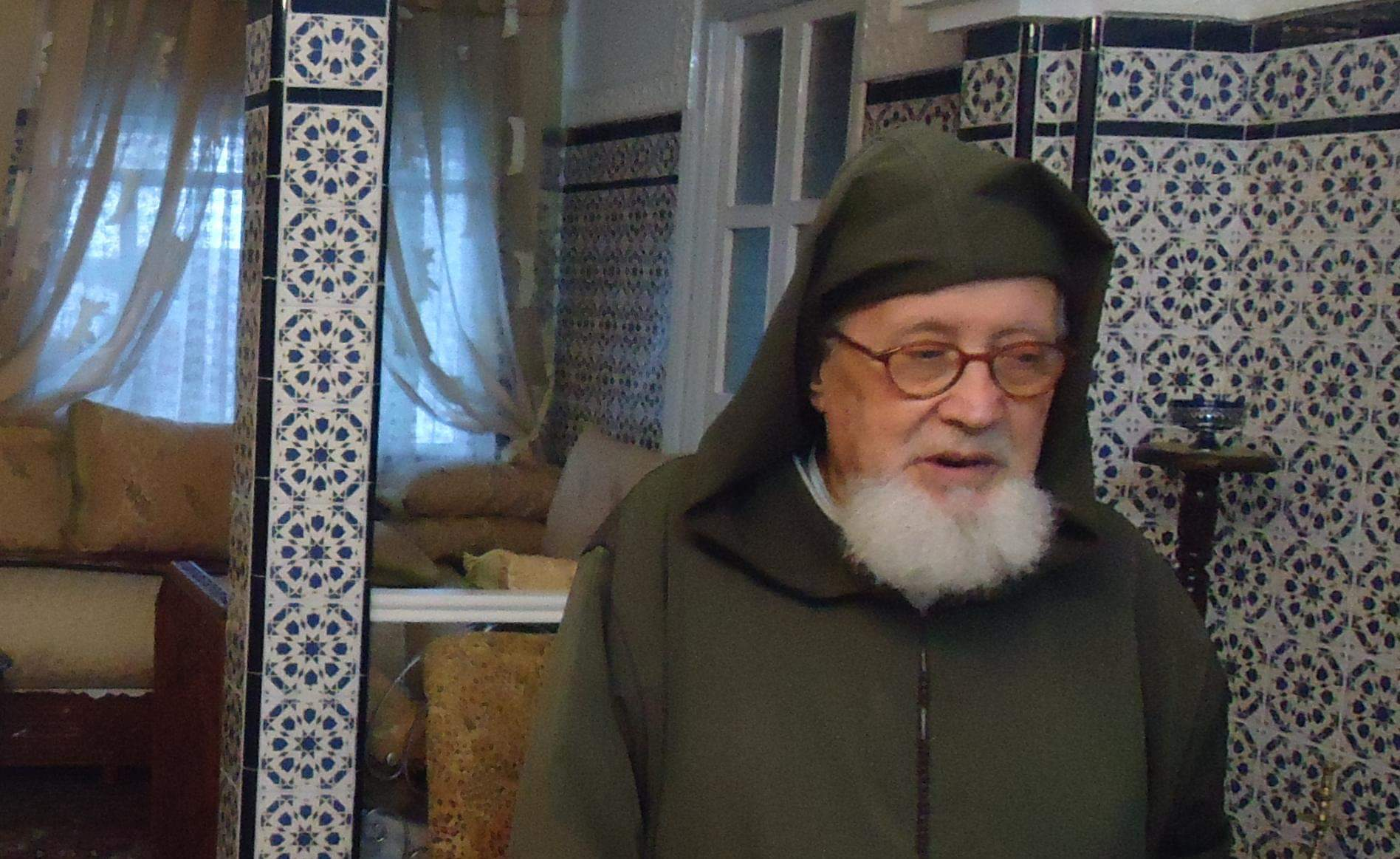
الشيخ محمد بن الأمين بوخبزة

رئيس الحكومة: عبد الرحمن اليوسفي

قشبال وزروال

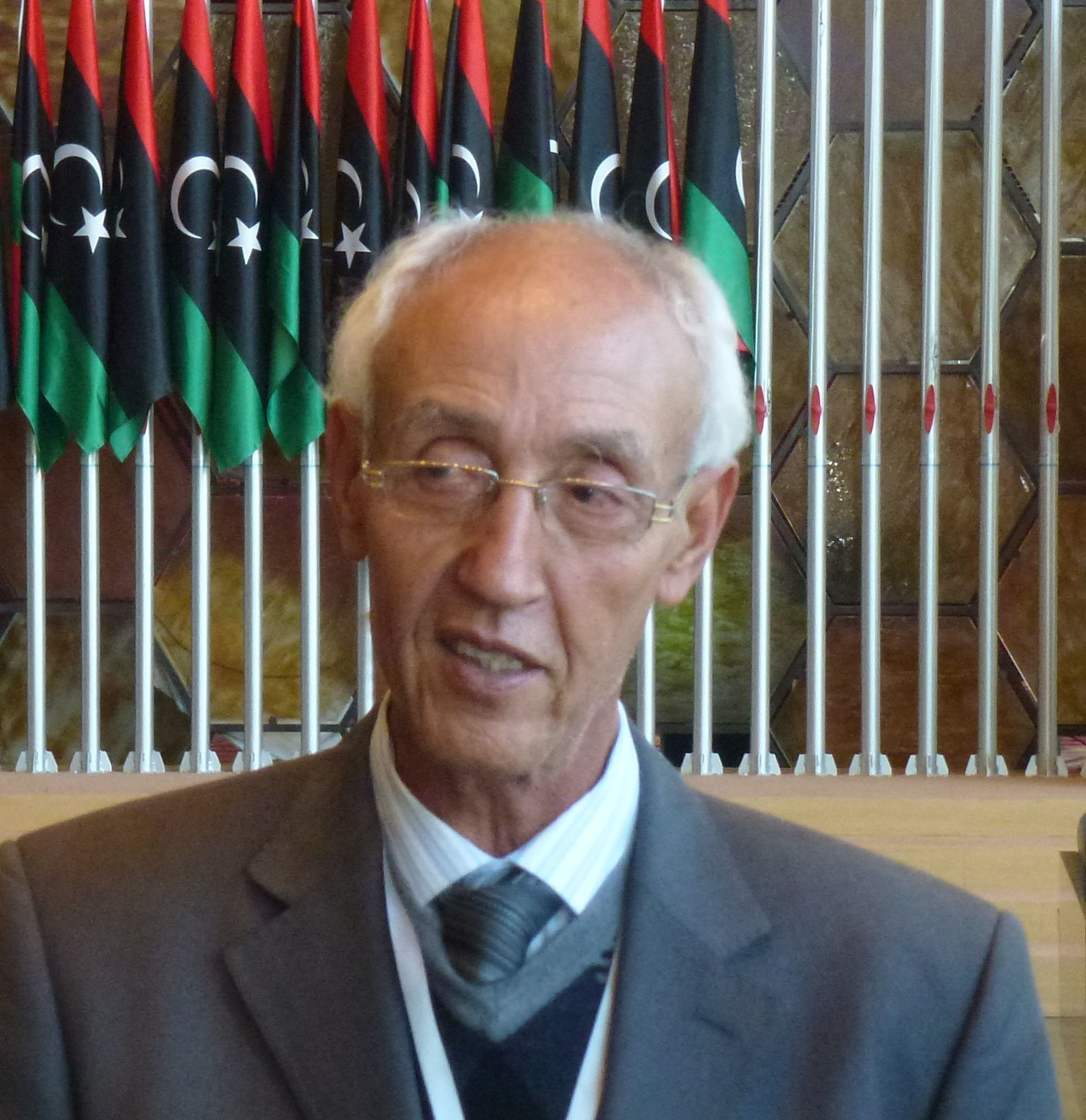
أحمد الدغرني

المحجوبي أحرضان

- 30 يناير – محمد بن الأمين بوخبزة، عالم فقه ومؤرخ مغربي (88 سنة).
- 30 يناير – العربي الشباك، لاعب كرة قدم مغربي (73 سنة).
- 20 فبراير – محمد أبعمران، فنان مغربي بتمازيغت (87 سنة).
- 24 فبراير – محمد الحجام، صحفي مغربي قيديوم الصحافة الجهوية لجهة بني ملال خنيفرة (64 سنة).
- 1 أبريل – مارسيل بوطبول، مغني وممثل مغربي من أصول يهودية (75 سنة).
- 14 مايو – دليلة الندري، مخرجة مغربية (53 سنة).
- 29 مايو – عبد الرحمن اليوسفي، رئيس الحكومة المغربية الأسبق (96 سنة).
- 2 يونيو – زروال، كوميدي مغربي.
- 10 يوليوز – عبد العظيم الشناوي، ممثل ومؤلف ومخرج وإعلامي مغربي.
- 12 يوليوز – إبراهيم حركات، مورخ وباحث مغربي. (90 سنة).
- 13 يوليوز – حامد دحان، لاعب كرة قدم مغربي. (73 سنة).
- 22 يوليوز – عبد السلام الصفريوي، مذيع مقدم نشرة الاخبار في التلفزيون المغربي. (76 سنة).
- 1 أغسطس – عبد الفتاح إشخاخ، عالم آثار وباحث أركيولوجي مغربي.(50 سنة).
- 2 أغسطس – عبد الرحمان المودن، مؤرخ مغربي. (74 سنة).
- 5 أغسطس – محمد أديب السلاوي، إعلامي وأديب وفنان تشكيلي مغربي. (80 سنة).
- 7 أغسطس – محمد وقيدي، كاتب ومفكر وأستاذ جامعي مغربي. (73 سنة).
- 8 أغسطس– نعيمة البزاز، كاتبة هولندية من اصول مغربية. (46 سنة).
- 22 أغسطس – أحمد بادوج، فنان وممثل مسرحي أمازيغي مغربي. (70 سنة).
- 24 أغسطس – ثريا جبران، مُمثلة وسياسيّة مغربيّة، شغلت منصب وزيرة الثقافة. (67سنة).
- 2 سبتمبر – عبد الجبار لوزير، ممثل فكاهي مغربي. (92 سنة).
- 12 سبتمبر – عبد الله الزهراوي، مغني مغربي بتمازيغت. (70 سنة).
- 15 سبتمبر – أنور الجندي، ممثل مغربي.(59 سنة).
- 28 سبتمبر – شامة الزاز، مغنية مغربية. (67 سنة).
- 2 أكتوبر – فاضمة عبي، جرَّاحة مغربية وأول جراحة في المغرب.
- 11 أكتوبر – حمادي التونسي، ممثل وكاتب كلمات مغربي.(86 سنة).
- 13 أكتوبر – عزيز سعد الله، مُمثل ومُخرج مغربي.(70 سنة).
- 19 أكتوبر – أحمد الدغرني، سياسي مغربي ومناضل في قضية تمازيغت. (73 سنة).
- 19 أكتوبر – العياشي أفيلال، فقيه وأحد أعلام مدينة تطوان. (81 سنة).
- 19 أكتوبر – عبد الرزاق أفيلال، نقابي مغربي، من مؤسّسي نقابة الاتحاد العام للشغالين بالمغرب. (90 سنة).
- 28 أكتوبر – أحمد بلحسن، رجل أعمال مغربي (64 سنة).
- 28 أكتوبر – محمد المليحي، فنان تشكيلي مغربي (84 سنة).
- 3 نوفمبر – فريد مورو، مُغني مغربي (50 سنة).
- 12 نوفمبر – أحمد سهوم، ناظم وباحث في طرب الملحون مغربي (84 سنة).
- 13 نوفمبر – حسن لمنيعي، كاتب مغربي (79 سنة).
- 15 نوفمبر - المحجوبي أحرضان، سياسي مغربي (99 سنة).
- 26 نوفمبر - محمود الإدريسي، موسيقي مغربي (72 سنة).
- 2 ديسمبر - محمد أبرهون، لاعب كُرة قدم مغربي (31 سنة).
- 10 ديسمبر - صلاح الدين الغماري، إعلامي ومقدم برامج تلفزيونيّة مغربي (50 سنة).
- 15 ديسمبر - نور الدين الصايل، كاتب وناقد سينمائي وكاتب مغربي (73 سنة).
- 26 ديسمبر - محمد السعيدي الجردي، فقيه أُصولي مغربي. (80 سنة).
- 27 ديسمبر - محمد الوفا، شغل منصب وزير التربية الوطنية (72 سنة).